# Ukrajna az olimpiai játékokon
Ukrajna független országként először az 1994-es téli olimpiai játékokon szerepelt, azóta valamennyi téli és nyári olimpián jelen volt.
Ezt megelőzően 1952 és 1988 között az ukrán sportolók a szovjet csapat tagjaiként szerepeltek a sportünnepeken. A Szovjetunió szétesését követően a Független Államok Közössége (köztük Ukrajna is) közös csapatot indított az 1992-es téli és nyári olimpián Egyesített Csapat név alatt.
Ukrajna eddig 121 érmet nyert a játékokon, legeredményesebb sportáguk a torna.
Az Ukrán Nemzeti Olimpiai Bizottság 1990-ben alakult meg, a NOB 1993-ban vette fel tagjai közé, a bizottság jelenlegi elnöke Szerhij Bubka egykori olimpiai bajnok rúdugró.

## Éremtáblázatok

### Érmek a nyári olimpiai játékokon
| Olimpia         | Arany                          | Ezüst                          | Bronz                          | Összesen                       |
| 1952–1988       | A Szovjetunió részeként        | A Szovjetunió részeként        | A Szovjetunió részeként        | A Szovjetunió részeként        |
| 1992, Barcelona | Az Egyesített Csapat részeként | Az Egyesített Csapat részeként | Az Egyesített Csapat részeként | Az Egyesített Csapat részeként |
| 1996, Atlanta   | 9                              | 2                              | 12                             | 23                             |
| 2000, Sydney    | 3                              | 10                             | 10                             | 23                             |
| 2004, Athén     | 8                              | 5                              | 9                              | 22                             |
| 2008, Peking    | 7                              | 4                              | 15                             | 26                             |
| 2012, London    | 6                              | 5                              | 9                              | 20                             |
| Összesen        | 33                             | 27                             | 55                             | 115                            |

### Érmek a téli olimpiai játékokon
| Olimpia              | Arany                          | Ezüst                          | Bronz                          | Összesen                       |
| 1956–1988            | A Szovjetunió részeként        | A Szovjetunió részeként        | A Szovjetunió részeként        | A Szovjetunió részeként        |
| 1992, Albertville    | Az Egyesített Csapat részeként | Az Egyesített Csapat részeként | Az Egyesített Csapat részeként | Az Egyesített Csapat részeként |
| 1994, Lillehammer    | 1                              | 0                              | 1                              | 2                              |
| 1998, Nagano         | 0                              | 1                              | 0                              | 1                              |
| 2002, Salt Lake City | 0                              | 0                              | 0                              | 0                              |
| 2006, Torino         | 0                              | 0                              | 2                              | 2                              |
| 2010, Vancouver      | 0                              | 0                              | 0                              | 0                              |
| 2014, Szocsi         | 1                              | 0                              | 1                              | 2                              |
| Összesen             | 2                              | 1                              | 4                              | 7                              |

## Érmek sportáganként

### Érmek a nyári olimpiai játékokon sportáganként
| Ukrajna érmei a nyári olimpiai játékokon sportáganként | Ukrajna érmei a nyári olimpiai játékokon sportáganként | Ukrajna érmei a nyári olimpiai játékokon sportáganként | Ukrajna érmei a nyári olimpiai játékokon sportáganként | Az olimpiai zászlaja |

| Sportág       | Arany | Ezüst | Bronz | Összesen |
| ------------- | ----- | ----- | ----- | -------- |
| Torna         | 6     | 3     | 7     | 16       |
| Úszás         | 4     | 2     | 1     | 7        |
| Sportlövészet | 4     | 1     | 2     | 7        |
| Birkózás      | 3     | 4     | 6     | 13       |
| Atlétika      | 2     | 3     | 12    | 17       |
| Ökölvívás     | 4     | 3     | 7     | 14       |
| Súlyemelés    | 3     | 2     | 3     | 8        |
| Vitorlázás    | 1     | 2     | 2     | 5        |
| Íjászat       | 1     | 1     | 2     | 4        |
| Kajak-kenu    | 2     | 2     | 2     | 6        |
| Vívás         | 2     | 0     | 2     | 4        |
| Evezés        | 1     | 1     | 1     | 3        |
| Kerékpározás  | 0     | 1     | 2     | 3        |
| Cselgáncs     | 0     | 1     | 2     | 3        |
| Műugrás       | 0     | 0     | 2     | 2        |
| Kézilabda     | 0     | 0     | 1     | 1        |
| Öttusa        | 0     | 0     | 1     | 1        |
| Összesen      | 33    | 26    | 55    | 114      |

### Érmek a téli olimpiai játékokon sportáganként
| Ukrajna érmei a téli olimpiai játékokon sportáganként | Ukrajna érmei a téli olimpiai játékokon sportáganként | Ukrajna érmei a téli olimpiai játékokon sportáganként | Ukrajna érmei a téli olimpiai játékokon sportáganként | Az olimpiai zászlaja |

| Sportág     | Arany | Ezüst | Bronz | Összesen |
| ----------- | ----- | ----- | ----- | -------- |
| Biatlon     | 1     | 1     | 3     | 5        |
| Műkorcsolya | 1     | 0     | 1     | 2        |
| Összesen    | 2     | 1     | 4     | 7        |

## Zászlóvivők
- 1994. évi téli olimpiai játékok – Viktor Vasziljovics Petrenko
- 1996. évi nyári olimpiai játékok – Szerhij Nazarovics Bubka
- 1998. évi téli olimpiai játékok – Andrij Vasziljovics Derizemlja
- 2000. évi nyári olimpiai játékok – Jevhen Anatolijovics Braszlavec
- 2002. évi téli olimpiai játékok – Olena Jurijivna Petrova
- 2004. évi nyári olimpiai játékok – Denisz Olehovics Szilantyjev
- 2006. évi téli olimpiai játékok – Natalija Vaszilivna Jakusenko
- 2008. évi nyári olimpiai játékok – Jana Olekszandrivna Klocskova
- 2010. évi téli olimpiai játékok – Lilija Anatolijivna Ludan
- 2012. évi nyári olimpiai játékok – Roman Volodimirovics Hontyuk
- 2014. évi téli olimpiai játékok – Valentina Jevhenyivna Sevcsenko
- 2016. évi nyári olimpiai játékok – Mikola Mikolajovics Milcsev
- 2018. évi téli olimpiai játékok – Olena Mihajlivna Pidhrusna